# لورا أغيلار
لورا أغيلار (بالإنجليزية: Laura Aguilar)‏ هي مصورة أمريكية، ولدت في 26 أكتوبر 1959 في سان غابريل في الولايات المتحدة، وتوفيت في 25 أبريل 2018 في لونغ بيتش في الولايات المتحدة.